# ULPA 필터
ULPA 필터(Ultra-low particulate air)는 공기여과기의 일종이다. ULPA 필터는 최소 120 나노미터 (0.12 μm, 초미세먼지)의 최소 입자 침투 크기를 가진 먼지, 꽃가루, 곰팡이, 세균 및 모든 공기 중 입자의 최소 99.999%를 공기 중에서 제거할 수 있다. ULPA 필터는 오일 연기, 담배 연기, 로진 연기, 스모그, 살충제 먼지를 상당히 제거할 수 있지만 100% 제거할 수는 없다. 또한 카본 블랙도 어느 정도 제거할 수 있다. 일부 송풍기 필터 유닛에는 ULPA 필터가 통합되어 있다. EN 1822 및 ISO 29463 표준은 ULPA 필터를 평가하는 데 사용될 수 있다.

## ULPA 필터에 사용되는 재료
HEPA 및 ULPA 필터 매체는 유사한 디자인을 가지고 있다.
필터 매체는 무작위로 배열된 섬유의 거대한 망과 같다. 공기가 이 밀집된 망을 통과할 때, 고체 입자는 섬유에 부착되어 공기에서 제거된다.
다공성은 이러한 섬유의 주요 고려 사항 중 하나이다. 다공성이 낮으면 여과 속도는 감소하지만, 여과된 공기의 품질은 향상된다. 이 매개변수는 선형 인치당 기공 수로 측정된다.

## 작동 방식
필터로 입자를 물리적으로 차단하는 체질은 작은 크기의 입자를 제거할 수 없다. 오염 물질의 입자 크기를 기반으로 하는 청소 과정은 네 가지 기술을 기반으로 한다.
- 체질
- 확산
- 관성 충돌
- 가로채기

다음과 같이 이러한 필터 테스트에 대한 여러 권장 사례가 작성되었다.
- IEST-RP-CC001: HEPA 및 ULPA 필터
- IEST-RP-CC007: ULPA 필터 테스트
- IEST-RP-CC022: HEPA 및 ULPA 필터 미디어 테스트
- IEST-RP-CC034: HEPA 및 ULPA 필터 누출 테스트

## 사양
| 효율성 | EN 1822 | ISO 29463         | 보유율 (평균)           | 보유율 (부분)          |
| ------ | ------- | ----------------- | ----------------------- | ---------------------- |
| ULPA   | U15     | ISO 55 U ISO 60 U | ≥ 99.9995% ≥ 99.9999%   | ≥ 99.9975% ≥ 99.9995%  |
| ULPA   | U16     | ISO 65 U ISO 70 U | ≥ 99.99995% ≥ 99.99999% | ≥ 99.99975% ≥ 99.9999% |
| ULPA   | U17     | ISO 75 U          | ≥ 99.999995%            | ≥ 99.9999%             |

비교를 위해 공기 필터의 다양한 등급도 참조하라.

## 같이 보기
- 최소 효율 보고 값 (MERV)
- 고성능 미립자 공기 (HEPA)
- 미세입자 성능 등급 (MPR)